# Hazem Al Beblawi
Hazem Abdel Aziz Al Beblawi (în arabă حازم عبد العزيز الببلاوي; n. 17 octombrie 1936, Cairo, Egipt) este un economist, jurist si politician egiptean, primul ministru interimar al Egiptului între 16 iulie 2013-martie 2014

## Anii de tinerețe și studii
Beblawi a studiat dreptul la Universitatea din Cairo pana in anul 1957. Apoi, în 1961 a obținut un titlu postgraduate în economie la Universitatea din Grenoble. Ulterior, in anul 1964 a terminat doctoratul in economie la Universitatea Paris 1 Pantheon-Sorbonne. 

## Cariera științifică și administrativă
Beblawi și-a început în 1965 cariera ca lector la Universitatea din Alexandria și apoi a predat cursuri din domeniul economic la mai multe universități, inclusiv la Universitatea Californiei de Sud, până în anul 1980.  
În acel an a fost numit manager la Industrial Bank of Kuwait, funcție pe care a deținut-o până în anul 1983. 
Între 1983-1995 a fost presedinte si chief executive al băncii Export Development Bank din Egipt. 
Apoi a lucrat între anii 1995-2000 ca secretar executiv  la Comisia Economică și Socială a ONU pentru Asia de vest. După aceea a servit drept consilier al Fondului Monetar Arab din Abu Shabi între anii 2001-2011.

## Cariera politică
După revoluția egipteană din ianuarie-februarie 2011, Hayem Al Beblawi a devenit unul din fondatorii Partidului Social Democratic din Egipt. El a făcut parte din guvernul Essam Sharaf ca vice prim ministru pentru afaceri economice și ministru de finanțe, din iulie 2011 succendându-i în aceste funcții lui Samir Radwan .
La 4 luni de la intrarea în funcție, Beblawi a demisionat din guvern în octombrie 2011 dupa ce 26 creștini copți au fost uciși de forțele de securitate. Însă demisia sa nu a fost acceptată de consiliul militar la conducere și a continuat să fie membru al guvernului până în decembrie 2011, când a fost înlocuit la conducerea finanțelor cu adjunctul său, Momtaz Said.
După alegerile prezidențiale din anul 2012 care l-au adus la putere pe candidatul Fraților musulmani,
dr.Mohamed Morsi, Beblawi a fost unul din candidații la funcția de prim ministru, alături de Mohammed El Baradei și Faruk el Okdah.
După ce armata egipteana l-a destituit pe președintele Mohammad Morsi de la putere la 3 iulie 2013 , Beblawi a fost numit la 6 iulie 2013 prim ministru interimar de către noul președinte interimar al Egiptului ,
Adli Mansur.  El și-a suspendat apartenența la Partidul Social Democratic, iar cabinetul de sub conducerea sa a depus jurământul la 16 iulie 2013.

## Cărți
- L'interdépendance agriculture-industrie et le développement économique – le cas de l'Egypte. Paris, 1968
- The Arab Gulf Economy in a Turbulent Age. London, 1984
- The Renter State. (cu Giacomo Luciani), London, 1987.

Al Beblawi împreună cu Giacomo Luciani au analizat  așa numitele „state rentiere”, ale căror venituri nu depind de încasarea de impozite cât de exportul de resurse naturale. În asemenea state guvernele tind să țină mai puțin seama de nevoile populației. Politicienii din statele rentiere știu că pot finanța aparatele lor funcționărești cu ajutorul „rentelor”, fără să aibă nevoie de o populație educată și sănătoasă, de un sector particular modernizat și creativ, de investiții sau de o societate civilă dezvoltată. Nefiind nevoie ca bugetul guvernului să fie finanțat prin impozite, cetățenii nu simt acolo nevoia de a protesta contra guvernului.

## Distincții
- 1992 - cavaler al Legiunii de onoare a Franței
- comandor al Ordinului Leopold al II-lea al Belgiei
- 2000 - mare ofițer al Ordinului Cedrului al Libanului